# Beatriz Paredes

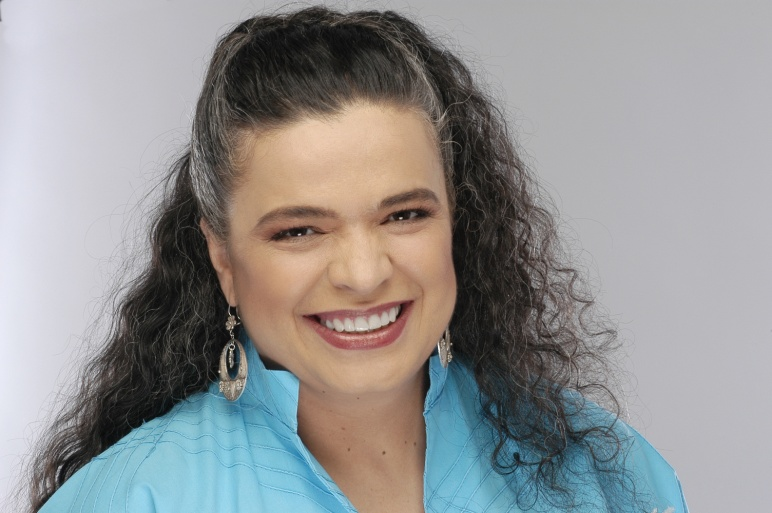
Beatrix Paredes Rangel

Beatriz Elena Paredes Rangel (Tlaxcala, 18 augustus 1953) is een Mexicaans politica, voorzitster van de Institutioneel Revolutionaire Partij (PRI).
Paredes studeerde sociologie aan de Nationale Autonome Universiteit van Mexico (UNAM). Ze begon haar politieke carrière in het parlement van Tlaxcala van 1974 tot 1977 en later had ze meerdere malen zitting in de Kamer van Afgevaardigden. Van 1987 tot 1992 was ze de eerste vrouwelijke gouverneur van Tlaxcala. Van 1993 tot 1994 was ze de Mexicaanse embassadeur in Cuba. In 2006 was ze kandidaat voor het burgemeesterschap van Mexico-Stad, maar eindigde in die verkiezing als derde achter Marcelo Ebrard en Demetrio Sodi.
In 2007 werd ze door de PRI-leden tot partijvoorzitter gekozen. Ze verloeg in die verkiezing Enrique Jackson. Paredes wordt binnen de PRI beschouwd als degene die de partij na interne twisten en de dramatische verkiezingsuitslag in 2006 weer op de rails heeft weten te krijgen. In de congresverkiezingen van 2009 boekte de PRI een klinkende overwinning en werd zij met afstand de grootste partij. Paredes gold als mogelijke kandidaat voor de PRI voor de presidentsverkiezingen van 2012 maar werd bij de voorverkiezingen verslagen door Enrique Peña Nieto die vervolgens tot president werd verkozen. Paredes werd ambassadeur van Mexico in Brazilië en in 2018 werd ze verkozen in de Senaat.
- Bibliothèque nationale de France: cb17819114v (data)
- Gemeinsame Normdatei: 1056274484
- International Standard Name Identifier: 0000 0000 4400 9905
- Library of Congress Control Number: n94078574
- Système universitaire de documentation: 240632494
- Virtual International Authority File: 48460481
- WorldCat: E39PBJxMqyHtYGHkvwWC4jH9jC